# Терраччано, Акилле
Аки́лле Террачча́но (итал. Achille Terracciano; 1861—1917) — итальянский ботаник.

## Биография
Акилле Терраччано родился в семье ботаника Николы Терраччано и Эррикетты Катальди 5 октября 1861 года (иногда указывается 1862 год). Учился в национальном пансионе имени Джордано Бруно в Маддалони. Сначала поступив на медицинский факультет Неаполитанского университета, через два года он перевёлся на факультет естественных наук, который и окончил в 1884 году.
В 1885—1886 Терраччано работал ассистентом в Неаполитанском ботаническом саду, в 1886 году стал куратором Ботанического института в Риме. В 1892—1893 совершил поездку в Эритрею для сбора образцов растений. В 1893 году ушёл с поста куратора, на его место был назначен Освальд Курх. С 1894 по 1896 преподавал ботанику в Технической школе в Падуе и Техническом институте в Казерте.
В 1896 году снова стал ассистентом в Ботаническом саду Неаполя, работал там на протяжении 10 лет. В 1906 году Терраччано стал экстраординарным профессором Сассарского университета.
Акилле Терраччано скончался 8 августа 1917 года в Казерте.

## Некоторые научные публикации
- Terracciano, A. Primo contributo ad una monografia delle Agave. — Napoli, 1885. — 58 p., 5 pl.
- Terracciano, A. Prodromo della flora lucana. — Caserta, 1891. — 94 p.
- Terracciano, A. Cultributo alla storia del genere Lycium. — Genova, 1891. — 71 p.
- Terracciano, A. Escusrioni botaniche. — Roma, 1892. — 76 p.
- Terracciano, A. Revisio monografica delle specie des genere Nigella. — Palermo, 1897—1898. — 62 p.
- Terracciano, A. I nettarii estranuziali nelle “Bombacee”. — Palermo, 1898. — 55 p.
- Terracciano, A. Revisione monografica delle specie di Gagea della flora spagnola. — Palermo, 1905. — 65 p.
- Terracciano, A. Specimen bryologiae et hepaticologiae Sardoae. — Caserta, 1909. — 84 p.
- Terracciano, A. La “Flora Sardoa”. — 1914—1930. — 3 pts.